# 斜条若鲹
斜条若鲹（学名：Caranx plagiotaenia）为鲹科鲹属的鱼类，俗名斜纹平鲹。分布于台湾岛等。该物种的模式产地在Manado。